# Ein Stern fällt vom Himmel (1961)
Ein Stern fällt vom Himmel ist ein deutsch-österreichischer Liebesfilm von Géza von Cziffra aus dem Jahr 1961. In den Hauptrollen agieren Ina Bauer und Toni Sailer.

## Handlung
Helga Held ist der aufstrebende Stern am deutschen Eiskunstlaufhimmel. Kurz vor der Kür der deutschen Meisterschaft bricht sie jedoch unter dem Druck zusammen und zieht sich aus der Öffentlichkeit zurück. Ihre Mutter Käthe verkündet, dass Helga nie wieder Schlittschuhe anziehen werde. Dies hindert Bankier John Michael Markus jedoch nicht, den Sportveranstaltern Willy Barsch und Arnold Klappe eine Finanzierung ihrer Eisrevue in Aussicht zu stellen, wenn diese innerhalb einer Woche Helga Held für ihre Revue engagieren können. Beide Männer scheitern bereits an Käthe und ihrem kategorischen Nein. Helga Held werde am nächsten Tag sowieso eine neue Arbeitsstelle antreten.
Willy Barsch und sein Neffe Heinz Normann erkennen ein Schlupfloch in Markus’ Vertragsangebot. Es ist nirgendwo festgeschrieben, dass Helga Held Schlittschuh laufen soll. Auch dass es sich bei Helga Held um die Eiskunstläuferin handeln muss, sagt der Vertrag nicht. Beide engagieren kurzerhand eine Helga Held für die Eisrevue, die zufällig als Kostümbildnerin arbeitet und daher die Revue ausstatten kann. Mithilfe eines Rechtsanwalts formulieren Willy und Heinz ein Telegramm an Markus, in dem sie das Engagement von Helga Held bekanntgeben und eine erste Anzahlung der Eisrevue einfordern. Das Telegramm lässt Heinz von der jungen Frau am Postschalter seines Hotels in Villars aufgeben – bei der es sich um die echte Helga Held handelt. Sie ist verwirrt, dachte sie doch, sie sei inkognito im Hotel ihres Onkels untergekommen. Sie nennt sich nun zur Sicherheit Helga Kürti. Heinz ist von der schönen Frau angetan und lädt sie auf einen Ausflug ein. Beide verbringen Zeit im Schwimmbad und später in den Bergen, wo Heinz ihr Skifahren beibringt. Dabei rettet er ihr auch das Leben und beide kommen sich näher. Auf dem Rückflug will Helga wissen, was es mit der ominösen Helga Held auf sich hat, und Heinz gesteht ihr den halben Schwindel, der die Finanzierung der Eisrevue sicherstellt.
Arnold Klappe hat unterdessen seine Sekretärin Barbara Lang als Spionin nach Villars geschickt. Sie sieht die Kostümbildnerin Helga auf dem Eis und erkennt, dass es sich entweder um einen Schwindel handeln muss, oder Helga Held ihr Talent verloren hat. Arnold Klappe sieht seine Chance gekommen und überzeugt Markus davon, dass er belogen wurde. Gemeinsam reisen sie nach Villars. Hier glaubt Willy Barsch, dass alles verloren ist. Er will die Kostümbildnerin davon überzeugen, sich Markus und Klappe nicht zu zeigen, als plötzlich Helga Held im Raum erscheint und von der Kostümbildnerin als ihre Namensvetterin überschwänglich begrüßt wird. Erst jetzt erkennt Heinz, dass er die ganze Zeit mit der echten Helga Held zusammen war. Sie tritt schließlich auch vor Markus und Klappe auf das Eis und rettet damit Willy Barsch. Arnold Klappe kündigt Rache an und lässt Helga Held auf ihrem Weg nach Genf entführen. In Genf soll am Abend die Premiere der große Eisrevue stattfinden. Es gelingt Heinz, mit der Polizei und auf Skiern den Entführerwagen aufzuhalten und Helga zu befreien. Sie erreicht Genf schließlich pünktlich und tritt in der Eisrevue auf. Das Schlussbild der Revue zeigt sie und Heinz passenderweise als Brautpaar auf dem Eis.

## Produktion, Veröffentlichung
Ein Stern fällt vom Himmel wurde unter anderem in Berlin und in den Filmstudios Rosenhügel gedreht. Die Kostüme schuf Gerdago, die Filmbauten stammen von Felix Smetana.
Es tanzt die Wiener Eisrevue; zudem ist der schlittschuhlaufende Schimpanse Mr. Jackie zu sehen. Im Film werden einige Schlager gesungen:
- Toni Sailer: Tonight, my Darling
- Fuc Leclerc: Am Boulevard d’Amour
- Wyn Hoop: Ein Stern fällt vom Himmel
- Inge Brandenburg: Harry’s kleiner Ball-Salon

Der Film erlebte am 1. September 1961 im Mathäser Filmpalast in München seine Premiere. Veröffentlicht wurde er zudem im August 1962 in Japan, im Januar 1964 in der Türkei und im August 1964 in Finnland (dort als Fernsehpremiere) sowie im Dezember 1965 in Frankreich. In Griechenland war er ebenfalls zu sehen. In den USA lautet der Titel On Thin Ice, internationaler Titel A Star Falls from Heaven.

## Kritik
Der film-dienst nannte Ein Stern fällt vom Himmel ein „routinemäßig inszenierte[s] Lustspiel,“ das „wirkungsvolle Gebirgsaufnahmen“ präsentiere und „das Schaulaufen der Wiener Eisrevue“ zeige.